# Compagnie Marie Chuinard
Compagnie Marie Chuinard je kanadska plesna skupina. Ustanovljena je bila leta 1990 v Montrealu. Osredotoča se na sodobna plesno-izrazna sredstva v kombinaciji s sodobno glasbo. Skupina nastopa po vsem svetu.